# ATP8
ATP8 (англ. ATP synthase F0 subunit 8) – білок, який кодується однойменним геном, який у людей є частиною мітохондріальної ДНК. Довжина поліпептидного ланцюга білка становить 68 амінокислот, а молекулярна маса — 7 992.
| 10         |  | 20         |  | 30         |  | 40         |  | 50         |
| ---------- |  | ---------- |  | ---------- |  | ---------- |  | ---------- |
| MPQLNTTVWP |  | TMITPMLLTL |  | FLITQLKMLN |  | TNYHLPPSPK |  | PMKMKNYNKP |
| WEPKWTKICS |  | LHSLPPQS   |  |            |  |            |  |            |

C: Цистеїн

E: Глутамінова кислота

F: Фенілаланін

H: Гістидин

I: Ізолейцин

K: Лізин

L: Лейцин

M: Метіонін

N: Аспарагін

P: Пролін

Q: Глутамін

S: Серин

T: Треонін

V: Валін

W: Триптофан

Задіяний у таких біологічних процесах, як транспорт іонів, транспорт, синтез АТФ, транспорт протонів, ацетилювання. 
Локалізований у мембрані, мітохондрії.